# Ментешашвілі Тенгіз Миколайович
Тенгіз Миколайович Ментешашвілі (26 березня 1928, Тифліс, тепер Тбілісі, Грузія — 25 квітня 2016, Москва) — радянський державний діяч, 1-й секретар Тбіліського міського комітету КП Грузії, секретар Президії Верховної Ради СРСР. Кандидат у члени ЦК КПРС у 1986—1990 роках. Депутат Верховної Ради СРСР 9—11-го скликань. Народний депутат СРСР (1989—1991). Почесний іноземний член Російської академії мистецтв.

## Життєпис
У 1945—1950 роках — студент Грузинського політехнічного інституту імені Кірова в Тбілісі, інженер-механік.
У серпні — грудні 1950 року — інженер, у грудні 1950 — березні 1952 року — старший інженер-конструктор Закавказького металургійного заводу в місті Руставі.
Член КПРС з 1952 року.
У березні 1952 — червні 1953 року — 2-й секретар Руставський міського комітету ЛКСМ Грузії.
У червні 1953 — травні 1956 року — інструктор, у травні 1956 — січні 1958 року — заступник завідувача відділу ЦК ЛКСМ Грузії.
У січні — квітні 1958 року — секретар, у квітні 1958 — березні 1961 року — 2-й секретар ЦК ЛКСМ Грузії.
У березні 1961 — квітні 1963 року — заступник завідувача відділу промисловості та транспорту ЦК КП Грузії.
У квітні 1963 — березні 1966 року — 1-й секретар Руставський міського комітету КП Грузії.
У березні 1966 — січні 1968 року — заступник завідувача відділу торгівлі ЦК КП Грузії. У січні 1968 — липні 1972 року — заступник завідувача відділу легкої і харчової промисловості ЦК КП Грузії. У липні 1972 — лютому 1974 року — заступник завідувача відділу організаційно-партійної роботи ЦК КП Грузії.
У 1973 — січні 1976 року — 2-й секретар Тбіліського міського комітету КП Грузії.
У січні 1976 — листопаді 1982 року — 1-й секретар Тбіліського міського комітету КП Грузії.
24 листопада 1982 — 25 травня 1989 року — секретар Президії Верховної Ради СРСР.
У травні 1989 року — січні 1992 року — член Ради національностей Верховної Ради СРСР, член комітету Верховної Ради СРСР з питань правопорядку та боротьби зі злочинністю.
З січня 1992 року — на пенсії.
Помер 25 квітня 2016 року в Москві. Похований на Троєкуровському цвинтарі Москви.

## Нагороди і звання
- орден Жовтневої Революції
- орден Трудового Червоного Прапора
- орден «Знак Пошани»
- медалі